# San Francisco Bajo
San Francisco Bajo es un caserío peruano ubicado en el distrito de Las Lomas, perteneciente a la provincia y departamento de Piura, al norte del Perú. 

## Ubicación
San Francisco Bajo se ubica al noreste de la provincia de Piura, en el distrito de Las Lomas, en el departamento de Piura.

## Demografía
En 2017 San Francisco Bajo tenía una población de 328 habitantes.
| Gráfica de evolución demográfica de San Francisco Bajo entre 1993 y 2017 |
|                                                                          |
| Fuentes: Población 1993 y 2017                                           |